# 平松久司
平松 久司（ひらまつ ひさし、1935年〈昭和10年〉1月1日 - 2021年〈令和3年〉3月13日）は、日本の吹奏楽指導者で指揮者。2006年から2013年まで社団法人全日本吹奏楽連盟の理事長を務めた。

## 略歴
愛知県出身。国立音楽大学器楽科卒。トランペットを北野勝廣（元NHK交響楽団首席トランペット奏者）に師事。京都市交響楽団で第一トランペット奏者を務めたのち、1961年に京都橘女子高等学校（現京都橘高等学校）の音楽教諭へ転身し吹奏楽部を創設。正確な奏法と多彩な音楽表現指導を通じて日本屈指の高校マーチングバンドを作り上げた。1995年に同部顧問を勇退。
その後は社団法人全日本吹奏楽連盟第11代理事長や関西吹奏楽指導者研究会理事長をはじめとする数多の要職を務めながら後進の育成にあたっていた。
1974年、国立音楽大学同調会京滋奈良支部長
日米グリーンバンド協会名誉会長
2016年京都橘大学吹奏楽部特別顧問、2018年京都橘中学校・高等学校吹奏楽部特別顧問に就任。
1991年地域文化功労者表彰、1994年京都市芸術功労賞、2001年藤堂音楽賞受賞。
2021年3月13日、逝去。